# Kalna (gmina Knjaževac)
Kalna (cyr. Кална) – wieś w Serbii, w okręgu zajeczarskim, w gminie Knjaževac. W 2011 roku liczyła 287 mieszkańców.